# ハンス・モラベック
ハンス・モラベック（Hans Moravec、1948年11月30日 - ）は、アメリカの機械工学者、未来学者、トランスヒューマニスト。カーネギーメロン大学教授。学位はPh.D.（スタンフォード大学）。

## 概要
ロボット工学や人工知能の研究者である。テクノロジー関連のライターでもある。オーストリアで生まれ、カナダで育つ。
マシンビジョンの関心領域(ROI)を決定する技法を開発した。同様の技法は他にも、Sherman de Forest や Sobel の開発したものがある。
1980年、スタンフォード大学で大型のコンピュータで遠隔操作されるテレビ付きロボットの研究で博士号を取得した。このロボットは乱雑な障害コースを走行することができた。ロボット工学への他の貢献としては、ロボットの空間認識に関する新たな手法の発見がある。また、ブッシュロボットの考案者でもある。
2003年、SEEGRID社というロボット企業を共同で設立する。同社は完全自律的に周囲の環境に対応できるロボットの開発を目的としている。

## 著書
著書 Mind Childrenの中でモラベックはムーアの法則を解説し、人工生命の将来を予測した。モラベックは大まかな年表とシナリオを示し、アイザック・アシモフの作品群をサポートするように、2030年から2040年にかけてロボットが新たな人工の種に進化するだろうと述べている（⇒技術的特異点）。
1998年の著書 Robot: Mere Machine to Transcendent Mind（日本語版『シェーキーの子どもたち—人間の知性を超えるロボット誕生はあるのか』）では、ロボット知性についてさらに考察している。

## ポップカルチャーとの関係
- ダン・シモンズのSF小説 Ilium と Olympos には、"moravecs" と呼ばれる自己複製型知覚サイボーグが登場する。
- ケン・マクラウドの小説 The Cassini Division（The Fall Revolution シリーズの一部）では、ブッシュロボットが重要な役割を演じる。
- ハードSFの世界設定を共同で構築しようというOrion's Armプロジェクトでは、ロボットの体に住む人工知能体を "vecs" と呼ぶ。
- チャールズ・ストロスのSF小説 Accelrando では、Panulirus interruptus（California spiny lobster）由来の神経系の状態ベクトルがネット上にアップロードされ、人工意識となる。このとき、最初の脳スキャン技術を "Moravec operation" と呼んでいる。
- ロバート・L・フォワードのSF小説『ロシュワールド』ではモラベックへの謝辞が巻末に掲載されている。同書に出てくる「クリスマスブッシュ」のアイデアを提供したとのこと。